# Jordan Veretout
Jordan Veretout, né le 1er mars 1993 à Ancenis (Loire-Atlantique), est un footballeur international français qui joue au poste de milieu de terrain à Al-Arabi SC.
Formé au FC Nantes, Jordan débute avec l'équipe professionnelle nantaise en Ligue 2 en 2011. Après deux exercices complets, il participe à remonter le club dans l'élite français et y évolue durant deux saisons. Ses performances lui permettent d'être recruté par Aston Villa en Premier League anglaise. L'équipe est reléguée dès sa première saison et il est prêté à l'AS Saint-Étienne en 2016-2017, où il découvre la Ligue Europa. Il rejoint ensuite la Fiorentina puis l'AS Rome en Serie A italienne remportant la Ligue Europa Conférence en 2022. Par la suite, il rejoint l'Olympique de Marseille et l'Olympique lyonnais.
Jordan Veretout passe par toutes les sélections nationales de jeunes à partir des moins de 18 ans. Avec les U20 français, Veretout remporte la Coupe du monde 2013 de la catégorie. Il évolue ensuite en Espoirs la saison suivante mais doit attendre 2021, et ses performances en Italie, pour connaître sa première cape en équipe de France A avec qui il remporte la Ligue des nations en 2021 et participe à la Coupe du monde 2022 dont il est finaliste.

## Biographie

### Carrière en club

#### Enfance et formation
Jordan Veretout découvre le football en 1999, alors qu’il est âgé de cinq ans, à l'AS Belligné, à environ soixante kilomètres de Nantes. Son père est dirigeant au club et supporter du FC Nantes. « C’était un enfant assez fin, pas très grand, très vif avec le ballon, très technique et, surtout, très discret », raconte un ancien jeune coéquipier. Le jeune Jordan démontre rapidement des aptitudes supérieures aux autres mais le football reste une passion et un moyen de s’évader. Veretout n'a alors pas le projet de devenir professionnel et n'est pas stimulé dans cet objectif par son père. Lors d'une finale départementale perdue 12-1 contre le FC Nantes, Veretout effectue un bon match et inscrit le seul but de son équipe. Il est repéré par Guy Jolivet, l’un des éducateurs du club nantais, qui l'invite à participer à quelques entraînements à Nantes. Les parents de Jordan Veretout l'autorisent à rejoindre la Jonelière.
Arrivé au FC Nantes à l'âge de dix ans, il y suit toute sa formation. L’enfant de Belligné impressionne par sa technicité et sa qualité de passe. Il croise notamment les jeunes joueurs Adrien Trebel, Koffi Djidji, Maxime Dupé et Issa Cissokho. En septembre 2005, Veretout et son équipe de benjamin représentent la France à la Danone Nations Cup. Deux mois plus tard, il joue en lever de rideau du match amical France-Allemagne, le 12 novembre 2005 au Stade de France. Progressivement, il parvient à compenser son manque de capacités physiques et dans les duels en adaptant son jeu sur ses qualités techniques. Jordan fait des apparitions dans le groupe professionnel alors qu'il n'a que seize ans.
En 2010, Veretout fait partie de l’aventure en Coupe Gambardella qui s’achève par une défaite en demi-finales face à Sochaux (1-4). Durant la saison 2010-2011, ses performances remarquées en U19 et en équipe réserve sous les ordres de Loïc Amisse lui offrent la possibilité d’intégrer à quatre reprises la feuille de match en Ligue 2. D’abord face à Nîmes et Istres, sans entrer en jeu, puis à Sedan le 13 mai 2011 où il fait ses premiers pas professionnels en entrant à la 87e minute.

#### FC Nantes (2011-2015)
Pour sa première saison en tant que membre de l'équipe première du FC Nantes, Jordan Veretout devient à seulement 18 ans un élément important de l'équipe dirigée par Landry Chauvin qui le titularise dès la première journée de Ligue 2 fin juillet 2011. En octobre 2011, il prolonge son contrat jusqu'en 2015. Veretout intègre le onze de départ à trente-deux reprises au total, pour six buts et cinq passes décisives. Associé à Adrien Trebel et à Grzegorz Krychowiak au milieu de terrain, il se révèle malgré la huitième place finale du FCN.
Sous la direction de Michel Der Zakarian en 2012-2013, l'entraîneur lui donne les clefs du jeu nantais où il se distingue par son volume du jeu et sa technique. Auteur de six passes décisives, le milieu nantais contribue activement à la remontée du club en Ligue 1. Devenu champion du monde U20 avec l'équipe de France à l'été 2013, Jordan Veretout continue deux saisons supplémentaires à Nantes à un bon niveau. Il inscrit son premier but en Ligue 1 face à l'Olympique lyonnais, le 22 septembre 2013.
En août 2014, il prolonge de deux ans, soit jusqu'en 2017, son contrat avec le FC Nantes. Son parcours avec Nantes s'arrête finalement en 2015 après une dernière saison où Jordan Veretout et ses partenaires sont longtemps à la lutte pour une qualification européenne avant de s'effondrer en fin de saison. Auteur de sept buts et de sept passes décisives, pour sa meilleure saison statistiquement, le milieu choisit de partir pour progresser, une option qui se concrétise en accord avec la direction nantaise.

#### Départ à Aston Villa, prêt à Saint-Étienne (2015-2017)
Suivi par l'Olympique de Marseille, Jordan Veretout souhaite partir en Angleterre. Le 31 juillet 2015, Jordan Veretout s'engage pour cinq saisons avec Aston Villa pour une somme estimée à dix millions d'euros,. Le FC Nantes choisit cette option, suivant la volonté de Veretout, et refuse une offre de transfert de 15 millions d'euros de Leicester City. Huit jours plus tard, Veretout prend part à son premier match avec les Villans en étant titularisé lors de la première journée de Premier League face à Bournemouth (victoire 0-1). Dès le début de la saison, les Villans sont dans la zone rouge et le Français, sur le banc tous les week-ends, ne peut exprimer pleinement son potentiel sous les ordres de Tim Sherwood. Celui-ci est rapidement remplacé par Rémi Garde et Jordan Veretout voit ses performances en nette progression sans pour autant réussir à relever l'équipe de la dernière place. Veretout dispute 25 matches de Premier League lors de sa première saison avec Aston Villa. Le Français souhaite quitter Aston Villa qui descend en Championship.

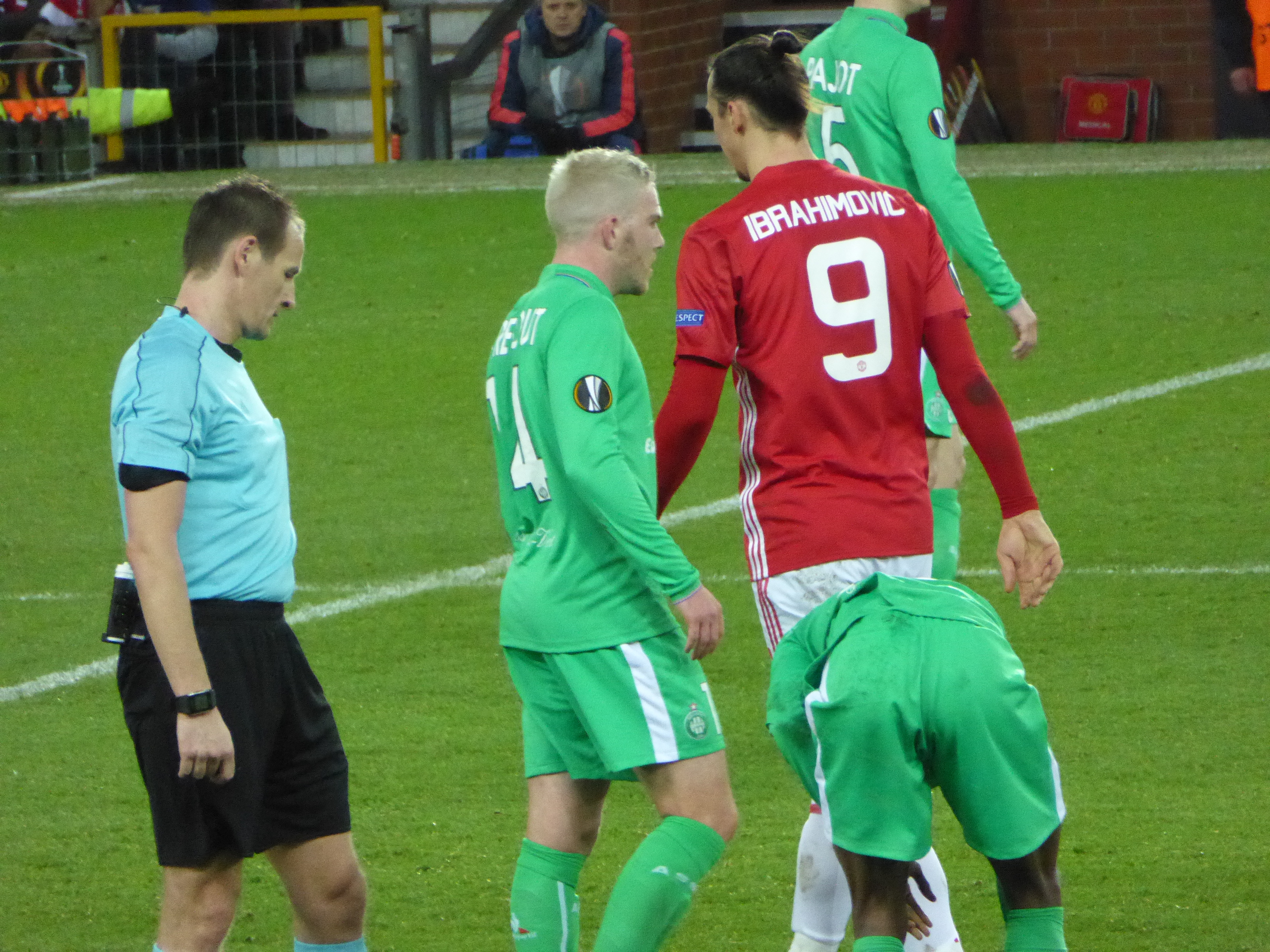
Veretout en Ligue Europa en février 2017 contre le Manchester Utd d'Ibrahimović.

Le 24 août 2016, Jordan Veretout est prêté pour une saison sans option d'achat à l'AS Saint-Étienne. Désiré par Christophe Galtier, le milieu enchaîne les titularisations. Au total, il dispute quarante-trois matches pour quatre buts et cinq passes décisives. Il inscrit son premier but pour l'ASSE le 23 octobre 2016 contre le SM Caen, en championnat. Il contribue ainsi à la victoire de son équipe (0-2 score final).

#### ACF Fiorentina (2017-2019)
Proche de s'engager définitivement avec l'AS Saint-Étienne, Veretout signe finalement un contrat de quatre ans avec le club italien de la Fiorentina le 25 juillet 2017 pour 7 M€. Il fait ses débuts en Serie A le 20 août suivant, contre l'Inter Milan. Veretout s'impose comme titulaire chez les Florentins et est rapidement remarqué pour ses bonnes performances, marquant son premier but le 10 septembre contre Vérone. Le 13 décembre 2017, il marque un doublé qui permet à son équipe de renverser la situation et s'imposer 3-2 contre la Sampdoria en Coupe d'Italie. Le 18 avril 2018, Veretout marque un triplé lors de la défaite 3-4 de son équipe contre la Lazio. Décisif statistiquement, Veretout est titulaire indiscutable dans l'équipe de Stefano Pioli. Au sein d'un championnat réputé tactique, le Français développe son volume de jeu, joue plus haut sur le terrain et se retrouve davantage en situation de frapper.
En 2018-2019, le départ de Milan Badelj amène en début de saison l'entraîneur Pioli à modifier le positionnement de Veretout, celui-ci se situe désormais dans l'axe au sein d'un milieu à trois joueurs. Devenu le tireur de penalties du club, il en marque un le 24 février 2019 contre l'Inter à la 101e minute soit le but le plus tardif de la Serie A. Après une première saison couronnée de succès, le milieu de terrain réitère pareille performance lors de sa deuxième année à la Viola. « C’était le pilier de la Fiorentina, confie Matthieu Pianezze, rédacteur pour le site Calciomio, spécialisé dans le football italien. Il a toujours été titulaire et l’un des hommes forts du socle de la Viola ». Soucieux de poursuivre son ascension, Jordan Veretout quitte la Fiorentina à l’été 2019 après 75 matches disputés (quinze buts) en deux saisons, pour rejoindre l’AS Roma.

#### AS Rome (2019-2022)
Le 20 juillet 2019, Jordan Veretout est prêté pour une saison à l'AS Rome avec option d'achat obligatoire (prêt d'1M€ puis achat de 16 M€ +2M€ en bonus). Il joue son premier match pour sa nouvelle équipe le 15 septembre 2019, lors d'une rencontre de Serie A contre l'US Sassuolo. Il est titularisé lors de ce match que son équipe remporte sur le score de quatre buts à deux. Il inscrit son premier but le 2 novembre 2019 sur penalty face au SSC Naples, en championnat (victoire 2-1). Aux côtés des références européennes telles que Smalling, Mkhitaryan, Pedro, Dzeko au sein d'une Louve en pleine reconstruction, Veretout prend une place importante dans le 3-4-2-1 d’un Paulo Fonseca.
Le 26 juillet 2020, il réalise son premier doublé pour la Roma, face à son ancien club, l'ACF Fiorentina (2-1). En septembre, il inscrit un second doublé contre la Juventus. Face à l’AC Milan en février 2021, il devient le deuxième milieu de terrain français de l'histoire à marquer dix buts lors d'une saison de championnat italien après Michel Platini,. Meilleur buteur de la Roma, il en est le tireur attitré des penalties depuis le début du Championnat. En avril, il est l’un des joueurs qui récupère le plus de ballons par match (6,4 en moyenne).
Après deux journées de Serie A 2021-2022, Jordan Veretout est impliqué dans 60% des sept buts de la Roma et en inscrit trois. À son poste, dans les cinq grands championnats, il est le milieu de terrain français le plus décisif depuis un an, avec treize réalisations au compteur. Ces performances lui valent d'être appelé en équipe de France. Lors de cette saison, le club romain est entraîné par José Mourinho. La relation Veretout/Mourinho est qualifiée de « froide » et « distante ». Mourinho lui préfère Bryan Cristante et Sérgio Oliveira qu'il fait recruter lors du mercato hivernal. Veretout remporte la Ligue Europa Conférence. Il rentre en cours de match lors de la finale remportée 1-0 par l'AS Rome.

#### Olympique de Marseille (2022-2024)
Le 5 août 2022, il s’engage avec l'Olympique de Marseille pour trois saisons plus une en option.
Veretout inscrit son premier but pour l'OM le 13 novembre 2022, lors d'une rencontre de Ligue 1 face à l'AS Monaco. Il est titularisé et participe à la victoire de son équipe par trois buts à deux.
Sa première saison sous les ordres du coach Croate Igor Tudor est dans l’ensemble satisfaisante sans être sensationnel aux yeux des supporters de la cité phocéenne, si les 6 premiers mois sont collectivement très réussit, lui se veut très discret malgré une confiance total de son entraîneur.
Sa sélection surprise pour la Coupe du monde de la FIFA 2022 le reboost, lui permettant d’enfin se montrer comme très important au jeu de l’OM.
Cependant, et ce pourtant après avoir éliminé le rival du Paris Saint-Germain lors du tour précédent, l’OM rate une occasion énorme de décrocher son premier trophée en 11 ans en s’inclinant en 1/4 de finale de la Coupe de France 2023 par Annecy, alors en lutte pour le maintien en Ligue 2, et ce malgré un but de Veretout qui avait permis aux olympiens d’ouvrir le score.
Le 26 octobre 2023, Veretout est buteur lors de la phase de groupe de la Ligue Europa 2023-2024 face à l'AEK Athènes FC. Il participe ainsi à la victoire de son équipe par trois buts à un.
Sa deuxième saison est similaire à la première individuellement, mais très compliqué collectivement, entre manque de résultats, crise interne, et multiples changements de coachs, la formation marseillaise manque son exercice 2023/2024, a l’exception d’un beau parcours en Ligue Europa, jusqu’en demi-finale, vaincu pars l’Atalanta de Bergame, future vainqueur de l’épreuve. Cependant les phocéens finiront 8e du championnat de France de Ligue 1, et ne se qualifient donc pour aucune coupe européenne pour la saison suivante, une première depuis 2019.
Jordan commence une nouvelle fois timidement, avant de prendre de l’envergure à partir de décembre, portant même une équipe dans un état proche de la léthargie en Janvier/Fevrier 2024.
lors de l’intersaison suivante, l’Olympique de Marseille procède à un grand chantier de restructuration à la suite de cette saison ratée. En point d’orgue de ce chantier, la nomination plus qu’inattendue de Roberto De Zerbi au poste d’entraîneur, ce dernier étant l’un des entraîneurs les plus courtisés d’Europe, à la suite de deux superbes saisons réalisées avec le club de Brigton&Hove Albion, en Premier League.
Le tacticien italien ne compte pas sur Veretout, et a 1 an de la fin de son contrat, le vice-champion du monde 2022 est placé dans un "loft" et est prié de quitter le club.
Le conflit s’installe au fil de l’été, Veretout refusant plusieurs offres, il s’en ira finalement du côté de l’Olympique Lyonnais, après la fermeture du mercato, en qualité de joker.

#### Olympique lyonnais (2024-2025)
Le 4 septembre 2024, il signe un contrat de deux saisons à l'Olympique lyonnais pour un montant de 4 millions d'euros, plus 3 millions d'euros de bonus éventuels .

#### Al-Arabi SC (2025-)
Le 25 juillet 2025, Veretout signe au Qatar à Al-Arabi SC,.

### Carrière internationale

#### Équipe de France
Entre 2010-2011, il est titulaire en équipe de France des moins de 18 ans, puis l'année suivante en Équipe de France des moins de 19 ans de football.
Après avoir décroché la montée en Ligue 1 avec Nantes, Veretout s’envole en Turquie avec l’équipe de France U20 dirigée par Pierre Mankowski pour la Coupe du monde 2013. Titulaire aux côtés de Paul Pogba et Geoffrey Kondogbia, dont le sélectionneur dit qu'il est le complément, Jordan réalise une bonne compétition et participe à la victoire finale aux tirs au but face à l'Uruguay (0-0 après prolongations, 4-1 aux t.a.b).
En avril 2016, il fait partie d'une liste de 58 joueurs sélectionnables en équipe de Bretagne, dévoilée par Raymond Domenech qui en est le nouveau sélectionneur.
Le 26 août 2021, il est sélectionné dans l'équipe de France A par Didier Deschamps, pour jouer les matchs contre la Bosnie-Herzégovine, l'Ukraine et la Finlande, comptant pour les qualifications à la Coupe du monde 2022 au Qatar. Il joue son premier match le 1er septembre 2021 contre la Bosnie-Herzégovine (1-1) en tant que titulaire, à la 53e minutes de jeu, il sera remplacé par Léo Dubois.
En octobre 2021, en entrant deux fois à la fin du match, il remporte la Ligue des Nations, lors de la finale contre l'Espagne (victoire 3-2 contre la Belgique, puis 2-1 contre l'Espagne).
Il fait partie des 26 joueurs de l'équipe de France sélectionnés pour disputer la Coupe du monde de 2022 au Qatar, mais ne joue que le troisième et dernier match de poule contre la Tunisie, où il est titulaire, avant de céder sa place à Kylian Mbappé dans les 30 dernière minutes de la rencontre, alors que les Bleus sont menés un but à zéro et qu'ils sont qualifiés pour les huitièmes de finale. La France est finaliste, en étant battue par l'Argentine (3-3, 4-2 au tirs au but).

## Style de jeu
Au centre de formation du FC Nantes, Jordan Veretout est déjà remarqué pour sa technicité et sa qualité de passe. Progressivement, il parvient à compenser son manque de capacités physiques et dans les duels en adaptant son jeu à ses qualités techniques. Sous la direction de Michel Der Zakarian en 2012-2013, l'entraîneur lui donne les clefs du jeu nantais où son volume de jeu et sa technique impressionnent.
Lors de sa première saison à la Fiorentina, Jordan Veretout est décisif statistiquement et titulaire indiscutable dans l'équipe de Stefano Pioli. Au sein d'un championnat réputé tactique, le Français développe son volume de jeu, joue plus haut sur le terrain et se retrouve davantage en situation de frapper. Parti à l'AS Roma, il prend une place importante dans le 3-4-2-1 d’un Paulo Fonseca.

## Statistiques

### Détails par saison
| Saison                | Club                    | Championnat           | Championnat | Championnat | Championnat | Coupe nationale | Coupe nationale | Coupe nationale | Coupe de la Ligue | Coupe de la Ligue | Coupe de la Ligue | Compétition(s) continentale(s) | Compétition(s) continentale(s) | Compétition(s) continentale(s) | Compétition(s) continentale(s) | Total | Total | Total |
| Saison                | Club                    | Division              | M.          | B.          | P.d.        | M.              | B.              | P.d.            | M.                | B.                | P.d.              | Comp.                          | M.                             | B.                             | P.d.                           | M.    | B.    | P.d.  |
| 2010-2011             | FC Nantes               | Ligue 2               | 1           | 0           | 0           | -               | -               | -               | -                 | -                 | -                 | -                              | -                              | -                              | -                              | 1     | 0     | 0     |
| 2011-2012             | FC Nantes               | Ligue 2               | 35          | 6           | 5           | 2               | 0               | 0               | 3                 | 0                 | 0                 | -                              | -                              | -                              | -                              | 40    | 6     | 5     |
| 2012-2013             | FC Nantes               | Ligue 2               | 31          | 0           | 6           | 2               | 0               | 0               | 1                 | 1                 | 0                 | -                              | -                              | -                              | -                              | 34    | 1     | 6     |
| 2013-2014             | FC Nantes               | Ligue 1               | 27          | 1           | 5           | 1               | 0               | 0               | 3                 | 0                 | 0                 | -                              | -                              | -                              | -                              | 31    | 1     | 5     |
| 2014-2015             | FC Nantes               | Ligue 1               | 36          | 7           | 6           | 3               | 0               | 0               | 1                 | 0                 | 0                 | -                              | -                              | -                              | -                              | 40    | 7     | 6     |
| Sous-total            | Sous-total              | Sous-total            | 130         | 14          | 22          | 8               | 0               | 0               | 8                 | 1                 | 0                 | -                              | -                              | -                              | -                              | 146   | 15    | 22    |
| 2015-2016             | Aston Villa             | Premier League        | 25          | 0           | 5           | 2               | 0               | 0               | 2                 | 0                 | 0                 | -                              | -                              | -                              | -                              | 29    | 0     | 5     |
| 2016-2017             | AS Saint-Étienne (prêt) | Ligue 1               | 35          | 3           | 4           | 1               | 1               | 0               | 0                 | 0                 | 0                 | C3                             | 7                              | 0                              | 0                              | 43    | 4     | 4     |
| 2017-2018             | ACF Fiorentina          | Serie A               | 36          | 8           | 1           | 2               | 2               | 0               | -                 | -                 | -                 | -                              | -                              | -                              | -                              | 38    | 10    | 1     |
| 2018-2019             | ACF Fiorentina          | Serie A               | 33          | 5           | 3           | 4               | 0               | 1               | -                 | -                 | -                 | -                              | -                              | -                              | -                              | 37    | 5     | 4     |
| Sous-total            | Sous-total              | Sous-total            | 69          | 13          | 4           | 6               | 2               | 1               | -                 | -                 | -                 | -                              | -                              | -                              | -                              | 75    | 15    | 5     |
| 2019-2020             | AS Rome (prêt)          | Serie A               | 33          | 6           | 0           | 2               | 0               | 0               | -                 | -                 | -                 | C3                             | 8                              | 1                              | 1                              | 43    | 7     | 1     |
| 2020-2021             | AS Rome                 | Serie A               | 29          | 10          | 2           | 1               | 0               | 0               | -                 | -                 | -                 | C3                             | 8                              | 1                              | 2                              | 38    | 11    | 4     |
| 2021-2022             | AS Rome                 | Serie A               | 36          | 4           | 8           | 2               | 0               | 0               | -                 | -                 | -                 | C4                             | 12                             | 0                              | 2                              | 50    | 4     | 10    |
| Sous-total            | Sous-total              | Sous-total            | 98          | 20          | 10          | 5               | 0               | 0               | -                 | -                 | -                 | -                              | 28                             | 2                              | 5                              | 131   | 22    | 15    |
| 2022-2023             | Olympique de Marseille  | Ligue1                | 38          | 4           | 3           | 4               | 1               | 1               | -                 | -                 | -                 | C1                             | 6                              | 0                              | 1                              | 48    | 5     | 5     |
| 2023-2024             | Olympique de Marseille  | Ligue1                | 29          | 1           | 2           | 2               | 1               | 1               | -                 | -                 | -                 | C1+C3                          | 2+13                           | 0+3                            | 0+2                            | 46    | 5     | 5     |
| Sous-total            | Sous-total              | Sous-total            | 67          | 5           | 5           | 6               | 2               | 2               | -                 | -                 | -                 | -                              | 21                             | 3                              | 3                              | 94    | 10    | 10    |
| 2024-2025             | Olympique lyonnais      | Ligue 1               | 27          | 2           | 0           | 2               | 0               | 0               | -                 | -                 | -                 | C3                             | 9                              | 0                              | 1                              | 38    | 2     | 1     |
| Total sur la carrière | Total sur la carrière   | Total sur la carrière | 451         | 57          | 50          | 30              | 5               | 3               | 10                | 1                 | 0                 | -                              | 65                             | 5                              | 9                              | 556   | 68    | 62    |

## En sélection nationale
| Saison                | Sélection             | Phases finales              | Phases finales | Phases finales | Phases finales | Éliminatoires CDM | Éliminatoires CDM | Éliminatoires CDM | Éliminatoires EURO | Éliminatoires EURO | Éliminatoires EURO | Ligue Nations UEFA | Ligue Nations UEFA | Ligue Nations UEFA | Matchs amicaux | Matchs amicaux | Matchs amicaux | Total | Total | Total |
| Saison                | Sélection             | Compétition                 | M              | B              | Pd             | M                 | B                 | Pd                | M                  | B                  | Pd                 | M                  | B                  | Pd                 | M              | B              | Pd             | M     | B     | Pd    |
| --------------------- | --------------------- | --------------------------- | -------------- | -------------- | -------------- | ----------------- | ----------------- | ----------------- | ------------------ | ------------------ | ------------------ | ------------------ | ------------------ | ------------------ | -------------- | -------------- | -------------- | ----- | ----- | ----- |
| 2021-2022             | France                | Ligue des nations 2020-2021 | 2              | 0              | 0              | 3                 | 0                 | 0                 | -                  | -                  | -                  | -                  | -                  | -                  | -              | -              | -              | 5     | 0     | 0     |
| 2022-2023             | France                | Coupe du monde 2022         | 1              | 0              | 0              | -                 | -                 | -                 | 0                  | 0                  | 0                  | -                  | -                  | -                  | -              | -              | -              | 1     | 0     | 0     |
| Total sur la carrière | Total sur la carrière | Total sur la carrière       | 3              | 0              | 0              | 3                 | 0                 | 0                 | 0                  | 0                  | 0                  | -                  | -                  | -                  | -              | -              | -              | 6     | 0     | 0     |

### Liste des matchs internationaux
| Matchs internationaux de Jordan Veretout | Matchs internationaux de Jordan Veretout | Matchs internationaux de Jordan Veretout       | Matchs internationaux de Jordan Veretout | Matchs internationaux de Jordan Veretout | Matchs internationaux de Jordan Veretout       | Matchs internationaux de Jordan Veretout                              |
|                                          | Date                                     | Lieu                                           | Adversaire                               | Résultat                                 | Compétition                                    | Notes                                                                 |
| ---------------------------------------- | ---------------------------------------- | ---------------------------------------------- | ---------------------------------------- | ---------------------------------------- | ---------------------------------------------- | --------------------------------------------------------------------- |
| 1.                                       | 1er septembre 2021                       | Stade de la Meinau, Strasbourg, France         | Bosnie-Herzégovine                       | 1 - 1                                    | Éliminatoires de la Coupe du monde 2022        | Titulaire et remplacé à la 53e minute de jeu par Léo Dubois.          |
| 2.                                       | 4 septembre 2021                         | Stade olympique de Kiev, Kiev, Ukraine         | Ukraine                                  | 1 - 1                                    | Éliminatoires de la Coupe du monde 2022        | Entre en jeu à la place d'Aurélien Tchouaméni à la 83e minute de jeu. |
| 3.                                       | 7 octobre 2021                           | Juventus Stadium, Turin, Italie                | Belgique                                 | 2 - 3                                    | Phase finale de la Ligue des nations 2020-2021 | Entre en jeu à la place de Karim Benzema à la 90e minute de jeu.      |
| 4.                                       | 10 octobre 2021                          | Stade San Siro, Milan, Italie                  | Espagne                                  | 1 - 2                                    | Phase finale de la Ligue des nations 2020-2021 | Entre en jeu à la place d'Antoine Griezmann à la 90e minute de jeu.   |
| 5.                                       | 16 novembre 2021                         | Stade olympique d'Helsinki, Helsinki, Finlande | Finlande                                 | 0 - 2                                    | Éliminatoires de la Coupe du monde 2022        | Entre en jeu à la place d'Adrien Rabiot à la 86e minute de jeu.       |
| 6.                                       | 30 novembre 2022                         | Stade Education City, Al Rayyan, Qatar         | Tunisie                                  | 1 - 0                                    | Coupe du monde 2022                            | Titulaire et remplacé par Kylian Mbappé à la 63e minute de jeu.       |

## Palmarès
Avec l'AS Rome, Jordan Veretout remporte la Ligue Europa Conférence en 2022.
Avec l'équipe de France -20 ans, Veretout gagne la Coupe du monde en 2013.
Avec l'équipe de France, il compte six sélections et remporte la Ligue des nations en 2021 avant d'être finaliste de la Coupe du monde en 2022.
| AS Rome (1)                                    | Équipe de France (2) |
| ---------------------------------------------- | --- |
| - Ligue Europa Conférence : - Vainqueur : 2022 | - Coupe du monde : - Finaliste : 2022 - Ligue des nations : - Vainqueur : 2021 - Coupe du monde - 20 ans : - Vainqueur : 2013. |

## Vie privée
En couple depuis 2007 avec Sabrina Merlos .
Le 23 juin 2023, Jordan Veretout épouse sa compagne, Sabrina Merlos, avec qui il a 3 enfants à la mairie du Cannet.